# أكاديمية القاهرة الجديدة
أكاديمية القاهرة الجديدة هي من الأكاديميات الخاصة المصرية تحتوى على تخصصات: هندسة وحاسبات ومعلومات وتجارة وفنون تطبيقية، تقع في التجمع الخامس بامتداد مرتفعات الجولف بعد جهاز المدينة.
إن الهدف من إنشاء الأكاديمية هو إقامة مجمع تعليمي متكامل يضم جميع التخصصات التي يحتاجها سوق العمل في مصر نظرا للتطورات الهائلة في تكنولوجيا المعلومات والتحديات التي يواجهها الخريج لإيجاد فرصة عمل. وتقوم الأكاديمية بتطبيق اللوائح الموحدة المعتمدة من المجلس الأعلى للجامعات لمنح الطلاب درجة البكالوريوس في أي تخصص من التخصصات في الأربع كليات معادله لدرجة البكالوريوس التي تمنحها الجامعات المصرية وإتاحة الفرصة للطلاب لاستكمال دراستهم العليا سواء في مصر أو الخارج.
تضم الأكاديمية أربعة كليات تمنح درجة البكالوريوس المعادل للجامعات المصرية.

## الحركة الطلابية داخل الأكاديمية
وتتميز الأكاديمية بالحركة الطلابية القوية بداخلها مما ساعد على شهرتها في الوسط الطلابى وخاصة ما بين الجامعات الخاصة.

## الكليات

### كلية الفنون التطبيقية المصرية
- قسم الفوتوغرافيا والسينما والتلفزيون
- قسم التصميم الداخلى والاثاث
- قسم الإعلان
- قسم طباعة المنسوجات
- قسم الزخرفة
- قسم الطباعة والنشر والتغليف
- قسم الملابس الجاهزة
- قسم النحت والتشكيل المعماري

### كلية الهندسة:
1 – شعبة الهندسة الكهربائية:
(ا) هندسة الحاسبات والنظم
(ب) هندسة الإلكترونيات والاتصالات
(ج) هندسة القوى الكهربية
(د) هندسة الالكترونيات الصناعية
2 – شعبة الهندسة المدنية
3- شعبة الهندسة المعمارية

### كلية الحاسب ونظم المعلومات
1- علوم الحاسب الآلي computer science
2- نظم المعلومات الإدارية
3- إدارة الأعمال والمحاسبة

### كلية للعلوم الإدارية والتجارة الخارجية
1- إدارة الأعمال
أ- محاسبة
ب- إدارة الأعمال
ج- الاقتصاد والتجارة الخارجية
2- نظم المعلومات الإدارية